# Calastacus laevis
Calastacus laevis är en kräftdjursart som beskrevs av de Saint Laurent 1972. Calastacus laevis ingår i släktet Calastacus och familjen Calocarididae. Inga underarter finns listade i Catalogue of Life.